# Partido dos Direitos Civis
O Partido dos Direitos Civis (Checo: Strana Práv Občanů, SPO, formalmente Partido dos Direitos Civis - Zemanovci) é um partido político social-democrata da República Checa fundado em outubro de 2009 por  Miloš Zeman, antigo primeiro-ministro e ex-líder do Partido Social-Democrata Tcheco. Zeman foi eleito Presidente da República Checa, em janeiro de 2013.
Em 2014, Jan Veleba, eleito como candidato independente na eleição para o Senado tcheco de 2012, juntou-se ao partido e tornou-se seu presidente. Nunca ganhou um assento na Câmara dos Deputados da República Tcheca. Nas eleições regionais tchecas de 2016, participou de uma coalizão com o partido Liberdade e Democracia Direta de Okamura e conquistou 16 cadeiras.